# Борзнянський полк
Борзнянський полк — адміністративно-територіальна й військова одиниця Війська Запорозького. Полковий центр — місто Борзна (тепер Чернігівської області).
Формацію було створено П.Забілою на території Борзнянської волості під час Хмельниччини 1648-го року. Невдовзі у 1649 році після Зборівської угоди полк ліквідований, а особовий склад включено до Чернігівського.
Як адміністративно-територіальна одиниця на нетривалий час постав 1654го року, 1655-го остаточно ліквідований та приєднаний до Ніжинського полку.
Полковниками Борзнянського полку були:
- Мартин Небаба (наказний)
- Петро Забіла (наказний)
- Левко Куриленко
- Самійло Курбацький
- Петро Забіла (знову)